# Калфарадж
Калфарадж (азерб. Kəlfərəc) — селение в Исмаиллинском районе Азербайджана.

## География
Калфарадж располагается на одноимённой горе. К востоку от Калфараджа расположено селение Таглабиан.

## Название
В «Кавказском календаре» на 1856 год приведено название селения буквами местного языка (ﮐﻠﻔﺮﺍﺝ). В русской дореволюционной литературе оно обычно писалось как «Кельфараджъ» (один источник приводит с ударением «Кельфара́джъ»). В литературе разного времени также можно встретить «Кельфарачь» и «Кяльфарадж».

## История
Калфарадж входил в состав Российской империи. В середине XIX века он являлся одним из селений Гоузского магала Шемахинской губернии, существовавшей с 1846 по 1859 год. После губернские учреждения перевели в Баку и губернию переименовали в Бакинскую. В последующие десятилетия Калфарадж относился к Шемахинскому уезду данной губернии как в царское время. Селение административно продолжало оставаться в составе Шемахинского уезда и в первые годы Советской власти.
Это была казённая деревня. На протяжении второй половины XIX — начала XX веков Калфарадж вместе с Сардахаром, Таглабианом и Зарнавой составляли одно общество. После образования Азербайджанской ССР, когда ещё сохранялась уездная система, оно являлось одним из селений Басхальского сельского общества.

## Население

### XIX век
Согласно «Кавказскому календарю» на 1856 год здесь проживали «татары-сунниты» (азербайджанцы-сунниты), разговаривавшие между собой по-«татарски» (по-азербайджански). 
По данным списков населённых мест Бакинской губернии от 1870 года, составленных по сведениям камерального описания губернии с 1859 по 1864 год, в Калфарадже имелось 12 дворов и 80 жителей (37 мужчин и 43 женщины), состоящих из «татар»-суннитов (азербайджанцев-суннитов). По сведениям 1873 года, опубликованным в изданном в 1879 году под редакцией Н. К. Зейдлица «Сборнике сведений о Кавказе», в
Калфарадже было уже 11 дворов и 73 жителя (40 мужчин и 33 женщины), также «татаров»-суннитов (азербайджанцев-суннитов).
Из материалов посемейных списков на 1886 год узнаём, что в селении проживало 108 жителей (63 мужчины и 45 женщин; 11 дымов), являвшихся «татарами»-суннитами (азербайджанцами-суннитами) и крестьянами на казённой земле.

### XX век
По «Кавказскому календарю» на 1910 год в селении за 1908 год было 243 жителя, преимущественно «татар» (азербайджанцев). По сведениям Списка населённых мест, относящегося к Бакинской губернии и изданного Бакинским губернским статистическим комитетом в 1911 году, население Калфараджа составляло уже 244 жителя (102 мужчины и 142 женщины; 17 дымов), также «татаров» (азербайджанцев), все из которых были поселянами на казённой земле; при этом двое мужчин имели грамотность на местном языке.
Очередной «Кавказский календарь» на 1912 год показывает, что численность населения села увеличилась до 250 человек, а следующий «Кавказский календарь» на 1915 год — до 508 человек  и в обоих «календарях» жители указаны как «татары» (азербайджанцы). По Азербайджанской сельскохозяйственной переписи 1921 года в Калфарадже проживало 195 человек (107 мужчин и 88 женщин), преимущественно «тюрки азербайджанские» (азербайджанцы); при этом грамотным был один мужчина.